# Brefotrofio
(Virgilio, Bucoliche, IV, vv. 60-63)
Il brefotrofio è l'istituto che accoglie e alleva i neonati illegittimi, abbandonati e non riconosciuti alla nascita o in pericolo di abbandono. Si distingue dall'orfanotrofio, attuali case famiglia, che è invece la struttura di accoglienza dove sono accolti ed educati i bambini orfani o i bambini ai cui genitori è stata tolta la responsabilità genitoriale.

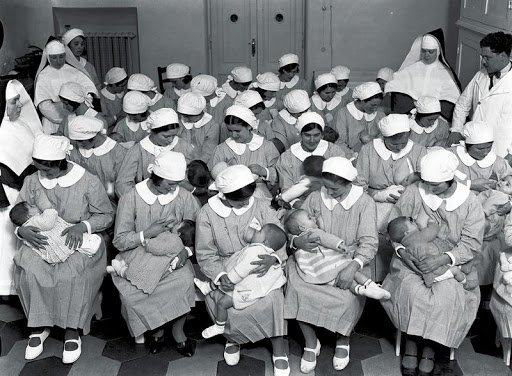
Balie di un brefotrofio di Roma, ritratte mentre allattano i neonati

Il termine deriva dal latino tardo brephotrophīum (attestato nel Codex di Giustiniano: 534 d.C.), prestito dal greco brephotrophêion (βρεϕοτροϕεῖον), composto di bréphos (βρέϕος) «neonato, infante» e il tema di tréphein «allevare, nutrire». In italiano, il termine, documentato dal 1796, fu assunto nel primo Ottocento, assieme ad altri nomi mutuati dalle lingue classiche, per designare nuove istituzioni: non solo a causa delle preferenze del linguaggio burocratico per le parole difficili, ma anche per la sua funzione eufemistica.

## Storia

### L'età antica

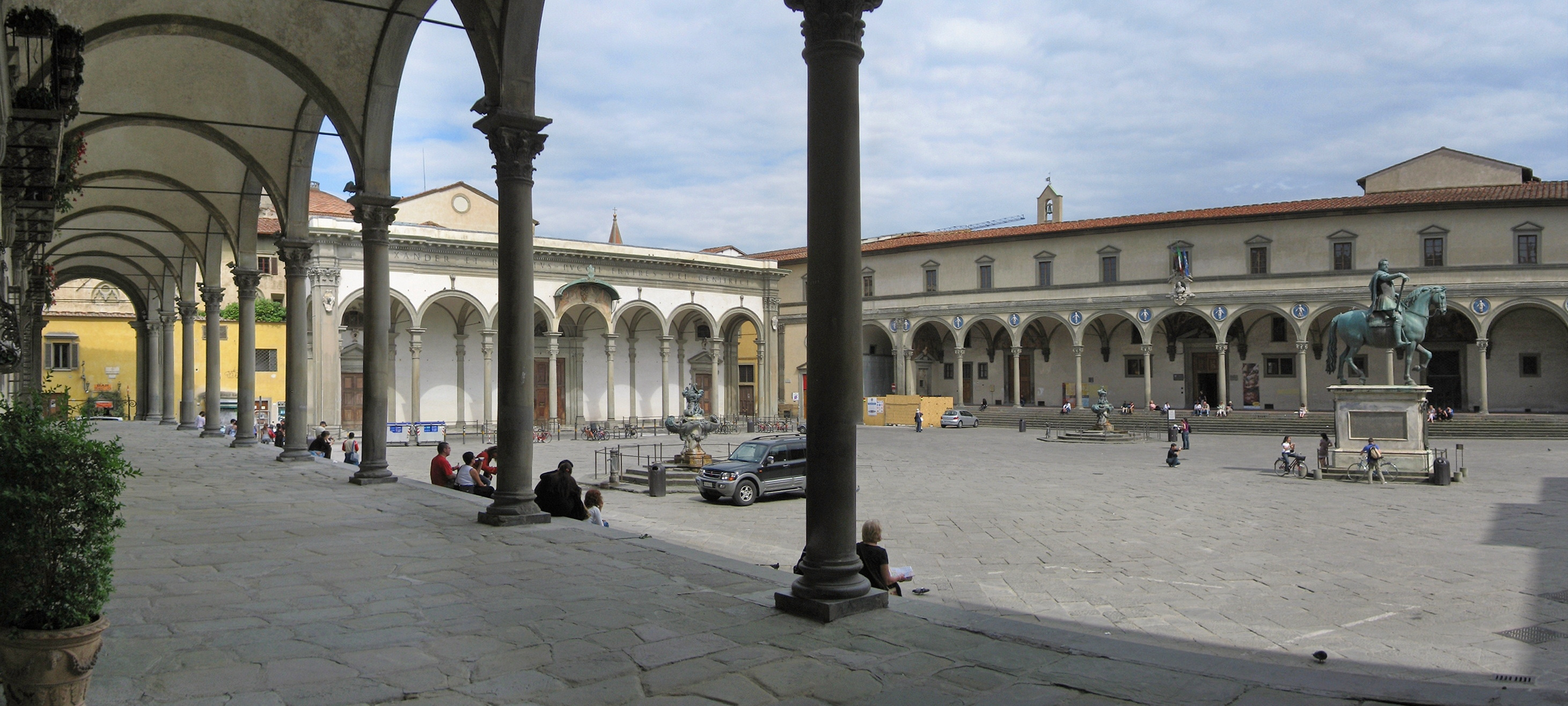
Il loggiato dello Spedale degli Innocenti in piazza SS Annunziata a Firenze, esempio di antico brefotrofio

Presso gli antichi Greci l'esposizione degli infanti, specie nelle famiglie poco agiate, fu un fenomeno diffusissimo, tanto da riguardare le origini mitiche di Zeus, Poseidone, Pan, Edipo ed altri; nella commedia nuova del IV secolo a.C. ricorre spesso il personaggio del fanciullo esposto e poi ritrovato. In alcune città e in alcuni momenti furono considerati legali l'infanticidio e l'abbandono. A Sparta il diritto del padre ad esporre il figlio era limitato ai casi di deformità o debolezza costituzionale.
Nella Roma antica il diritto di esposizione era riconosciuto, rientrando negli amplissimi limiti della patria potestas. Tuttavia l'esposizione doveva essere fatta in modo tale (ad esempio, deponendolo presso la columna lactaria) che il fanciullo, se non periva, potesse essere raccolto da qualche passante pietoso, anche se gli esposti erano spesso raccolti da speculatori che li vendevano come schiavi o come prostitute. Romolo, volendo popolare la città, lo vietò per tutti i figli maschi e la prima tra le figlie, tranne che fossero nati con delle malformazioni.
Gli ebrei, pur vietandone l'uccisione, consideravano legali l'abbandono o la vendita degli illegittimi. La spiritualità cristiana introdusse nei costumi e nella legislazione un maggior riguardo alla sorte degli esposti. Gli imperatori cristiani vietarono l'esposizione degli infanti.; in molti luoghi, specialmente nei paesi latini cristiani, sorsero istituti e fondazioni pie per l'accoglimento degli esposti, numerose in Italia fino a tutto il secolo XIX.

### Il primo brefotrofio
Primo esempio sicuro in Occidente di questo genere di istituzione risulta essere lo xenodochio fondato a Milano nel 787 dall'arciprete Dateo, che il 22 febbraio del 787 così disponeva nel suo testamento.:

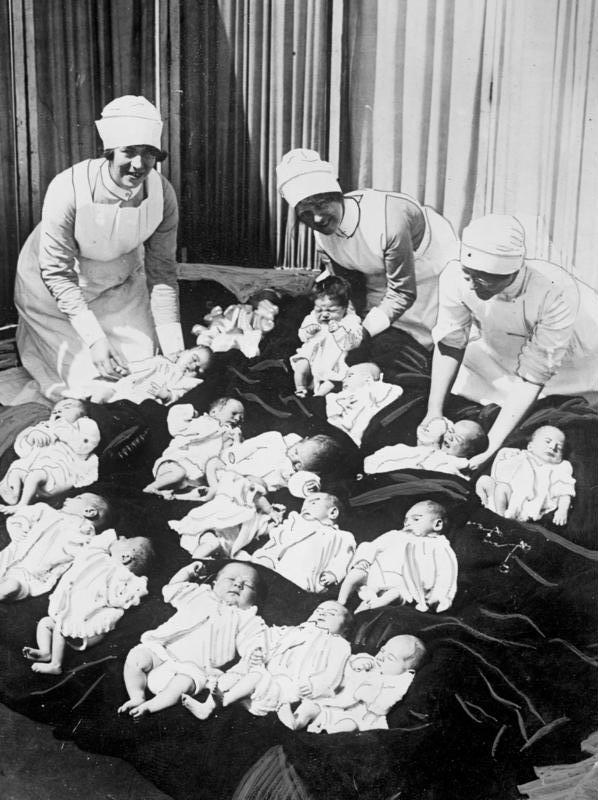
Un brefotrofio in Svizzera (1930)

### La ruota degli esposti
Secondo la tradizione, al pontificato di Innocenzo III (1198-1216) (o, secondo altri, a papa Sisto V (1585-1590) viene fatta risalire l'introduzione del sistema della ruota degli esposti, un congegno girevole (detto anche curlo e rota proiecti) nel quale il neonato poteva essere abbandonato senza che, dall'interno dell'ospizio, si potesse riconoscere la persona del deponente. Tuttavia la prima ruota compare in Francia, nell'ospedale dei Canonici di Marsiglia nel 1188 e poco dopo ad Aix en Provence e a Tolone.
La ruota degli esposti, in Italia, era ancora in vigore nel 1866, anno in cui ne risultavano attive ben 1.179; nel 1867 subentrarono gli uffici di accettazione dei neonati, cosicché le ruote diminuirono nel 1879 a 675, e a 306 nel 1896.

### L'età medievale e moderna
Nel periodo feudale spettava ai nobili, in via di principio, l'obbligo di provvedere alla cura degli esposti. Risulta che secolo XI Guy De Guillaume istituì a Montpellier l'Ordine di S. Spirito, con la finalità di provvedere al mantenimento e all'assistenza dei trovatelli. Per influenza di questo e di altri ordini, nel XIII secolo sorsero numerosi ospizi, a Roma, Udine, Parma, Arezzo, Lucca e Siena (Santa Maria della Scala). Il noto Ospedale degli Innocenti di Firenze fu istituito fra il XIII e il XIV secolo, diventando forse il primo brefotrofio specializzato d'Europa, tuttora attivo nel settore dell'assistenza all'infanzia e nell'affido familiare. Queste pie istituzioni ricevettero nuovo impulso ad opera di S. Vincenzo De Paoli (1576-1660); a Parigi fu fondata la Maison de la couche.
Nel Settecento il fenomeno dell'abbandono degli infanti conobbe uno straordinario incremento, tanto da far parlare del Settecento come del "secolo dei trovatelli": «il brefotrofio fu una delle fondazioni tipiche del secolo; ogni grande città costruì il suo istituto, tanto che a metà dell'Ottocento ne esistevano in Europa 356 con più di 460.000 assistiti». Il protagonista di Le avventure di Oliver Twist di Charles Dickens (1837-38) è un trovatello, mentre il personaggio di Quasimodo in Notre-Dame de Paris (Victor Hugo, 1831) è un esposto.

## La legislazione italiana

### La normativa post-unitaria

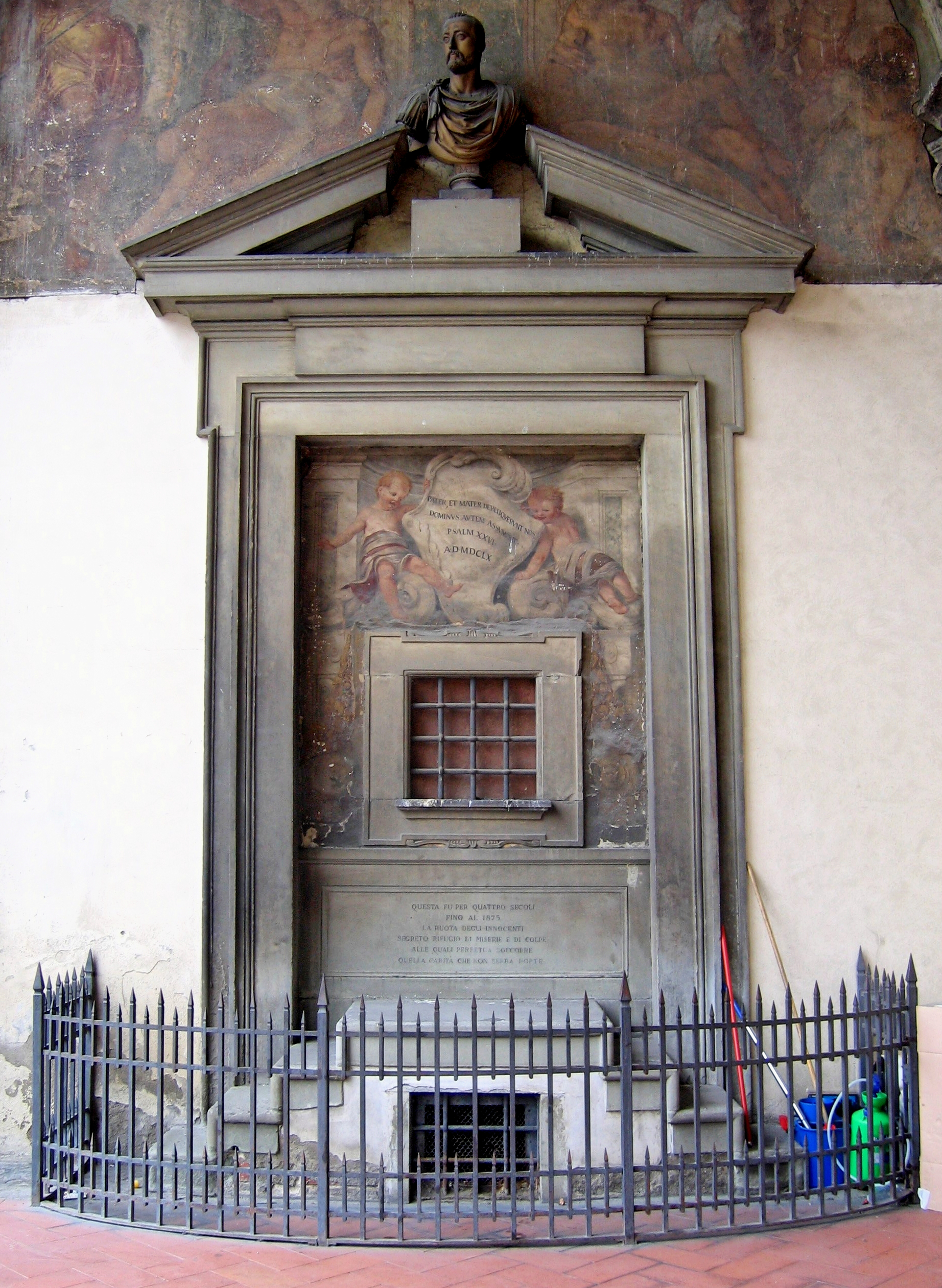
La ruota dell'ospedale degli Innocenti a Firenze

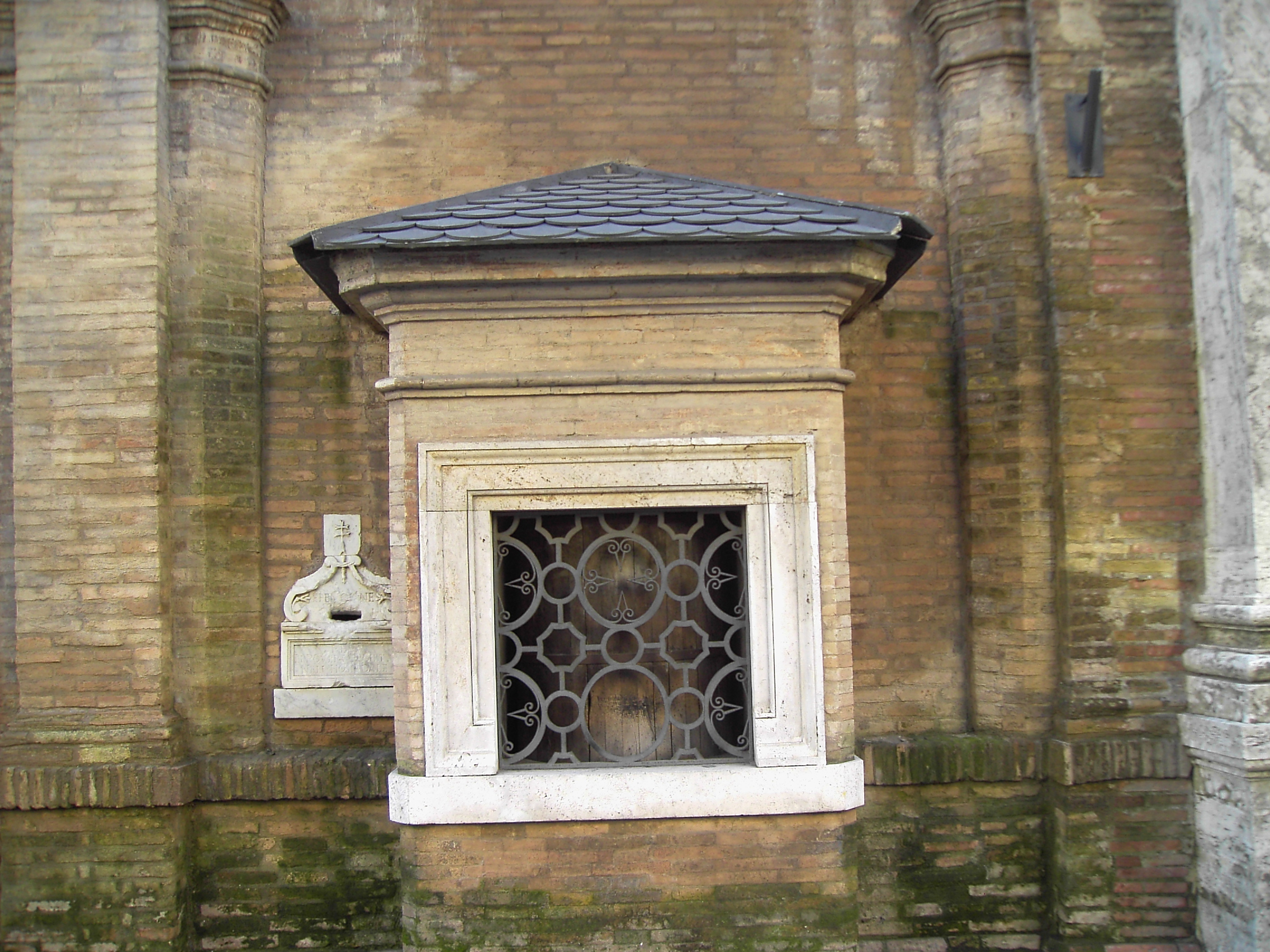
La ruota degli esposti in Santo Spirito in Saxia - Roma

La legislazione dello Stato unitario si preoccupò presto di dettare norme più specifiche per la protezione degli esposti. 
In Italia, prima del 1861, risultando inadeguate le rendite di lasciti disposti, le spese per l'assistenza degli infanti illegittimi, abbandonati o esposti erano generalmente gravanti su comuni, province, opere pie locali e commissioni di beneficenza. La legge Comunale e Provinciale del 20 marzo 1865 (n. 2248) stabilì, in via transitoria, che la spesa stessa dovesse essere a carico delle province e dei comuni in proporzioni da determinare (salvo il contributo delle opere pie, ove esistenti), e con un successivo decreto del 18 marzo 1866 si stabilì, per l'anno 1866, che la spesa dovesse essere così ripartita: in Piemonte e in parte della Lombardia, per 3/4 alle provincie e per 1/4 ai comuni; nell'ex-regno delle Due Sicilie, a metà fra le province e i comuni; nelle altre province, per due terzi ai comuni e per un terzo alle province. Tale ripartizione fu poi, quasi senza variazioni, confermata con decreti successivi. Ad esempio: il decreto 28 febbraio 1875; il testo unico della legge comunale e provinciale del 1915, art. 329; e il successivo testo unico del 3 marzo 1934, n. 383, art. 144, lettera G, n. 2.
La materia è stata inoltre regolata dai seguenti provvedimenti legislativi:
- il Codice Penale vigente (cd. Codice Rocco del 1930), agli artt. 591 e 593 punisce l'abbandono degli infanti e in genere dei minori di anni quattordici e degli incapaci, tanto più gravemente se il reato sia commesso da genitori sopra figli legittimi o naturali riconosciuti o legalmente dichiarati, o dall'adottante sul figlio adottivo. La norma inoltre punisce chi, trovando abbandonato o smarrito un fanciullo minore di anni dieci, omette di darne avviso all'autorità.[10]
- il regio decreto 16 dicembre 1923, n. 2900 (Regolamento generale per il servizio d'assistenza agli esposti), che ha riordinato tutta la precedente materia legislativa (all'art. 16 si prescrive la definita abolizione del sistema delle ruote).
- il regio decreto 8 maggio 1927, n. 798-1102 (Ordinamento del servizio di assistenza dei fanciulli illegittimi, abbandonati o esposti all'abbandono, consistente di 20 articoli; poi convertito nella legge n. 2838 del 6 dicembre 1928); e il successivo regolamento attuativo del 29 dicembre 1927, n. 2812 (pubblicato nel 1928 con il n. 736; 41 articoli).

Le linee fondamentali di questa legislazione sono:
- Si definiscono esposti o trovatelli «i fanciulli abbandonati, figli d'ignoti, che siano rinvenuti in un luogo qualsiasi; i fanciulli, per i quali sia richiesta la pubblica assistenza, nati da unioni illegittime e denunciati allo stato civile come figli d'ignoti; e i figli nati da unioni illegittime, non riconosciuti dai genitori e per i quali sia richiesta la pubblica assistenza, quand'anche siano in seguito riconosciuti dalla madre che si trovi in istato di povertà» (art. 4 del regio decreto 16 dicembre 1923).
- L'onere della spesa è assegnato non solo all'amministrazione provinciale, ai comuni e alle opere pie o a lasciti ad hoc, ma anche a un apposito ente parastatale, l'Opera nazionale per la protezione della maternità e dell'infanzia (ONMI), istituita con legge del 10 dicembre 1925, n. 2777.
- Limiti dell'assistenza: l'età massima per l'ammissione dei fanciulli è di anni 6; la persona che presenta un infante dovrà essere interrogata al fine di conoscerne la madre e accertare lo stato sanitario del bambino; nel caso che risulti che il fanciullo provenga da unione legittima, dovrà essere restituito in carico ai genitori (che risulteranno passibili di denuncia per abbandono); sono invece ammessi nei brefotrofi i fanciulli illegittimi riconosciuti dalla sola madre, ma l'onere sarà in questo caso imputato all'ONMI.
- Sono dettate norme circa il regime amministrativo dei brefotrofi (autorità di chi li gestisce, vigilanza e tutela, contabilità, forma delle deliberazioni e provvedimenti in genere; stato giuridico ed economico dei dipendenti, ecc.), l'igiene, l'allattamento, l'allevamento dei divezzi e la loro eventuale consegna a istituti pii o a privati.

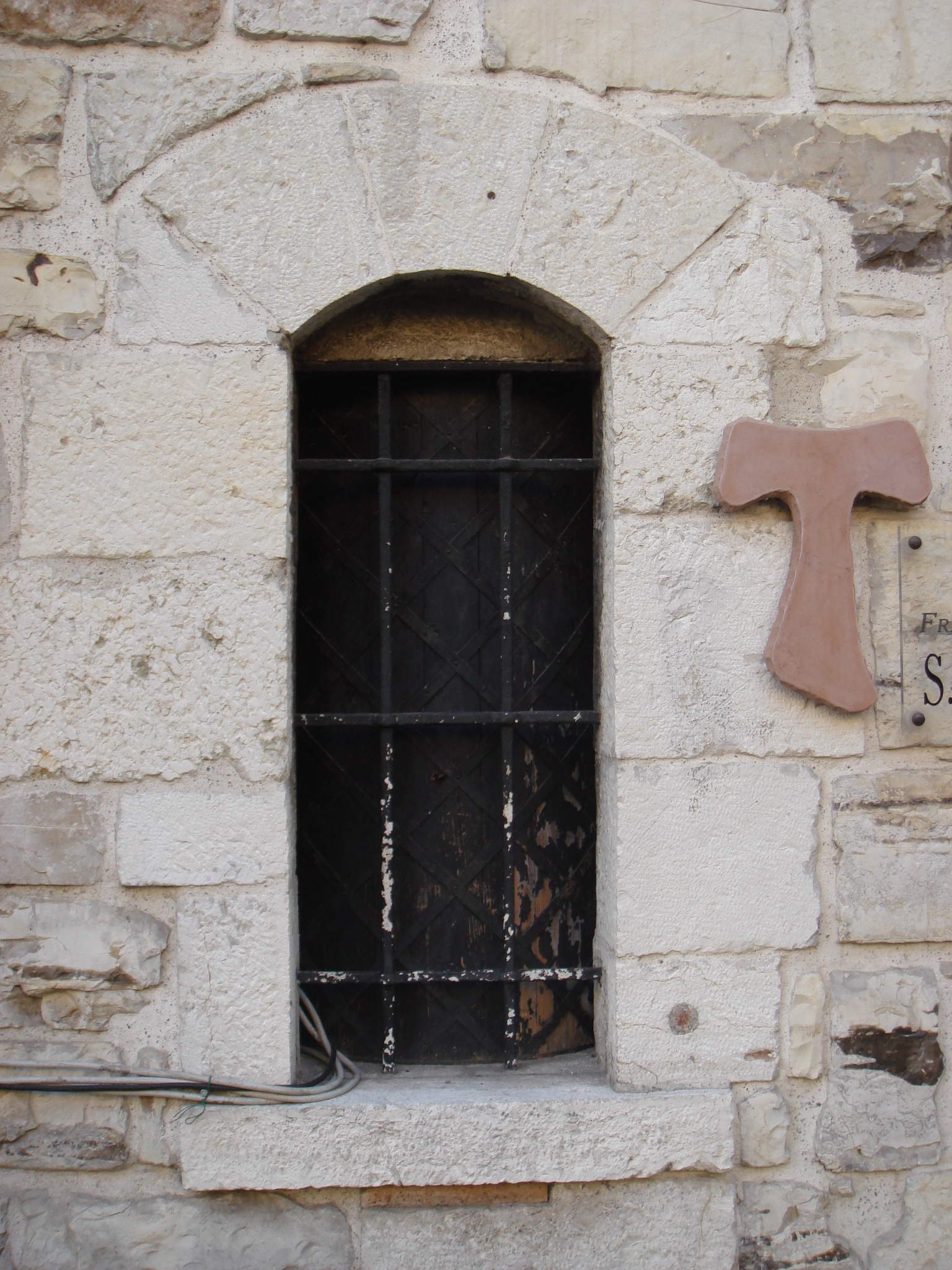
La ruota degli esposti nella chiesa di San Francesco a Brescia

### Disciplina attuale
In molti Paesi del mondo, brefotrofi e orfanotrofi sono stati progressivamente sostituiti da un lato dagli istituti dell'adozione e dell'affidamento, dall'altro dalle case-famiglia, strutture comunitarie di dimensioni più ridotte. In Italia, la Legge 149 del 28 marzo 2001 ne ha decretato la chiusura, almeno per i minori di anni sei: «il ricovero in istituto deve essere superato entro il 31 dicembre 2006 mediante affidamento ad una famiglia e, ove ciò non sia possibile, mediante inserimento in comunità di tipo familiare caratterizzate da organizzazione e da rapporti interpersonali analoghi a quelli di una famiglia» (titolo II, art. 2).
Anche allo scopo di prevenire il fenomeno dell'abbandono traumatico del neonato, la legge italiana consente alla madre di non riconoscere il bambino e di lasciarlo nell'ospedale dove è nato (cd. parto in anonimato; cfr DPR n. 396/2000, art. 30). Il nome della madre rimane per sempre segreto e nell'atto di nascita del bambino viene scritto «nato da donna che non consente di essere nominata». Chi nasce è riconosciuto dalla nostra legge come «persona», cui è attribuita capacità giuridica e titolarità di diritti, anzitutto i diritti inviolabili della persona, il diritto all'identificazione, al nome, alla cittadinanza, all'educazione e alla crescita in famiglia. Al neonato non riconosciuto devono essere pertanto assicurati specifici interventi, secondo precisi obblighi normativi, per garantirgli la dovuta protezione e la tutela dei suoi diritti fondamentali.
L'immediata segnalazione alla Procura della Repubblica presso il Tribunale per i Minorenni della situazione di abbandono del neonato non riconosciuto permette l'apertura di un procedimento di adottabilità e la sollecita individuazione di un'idonea coppia adottante. Il neonato vede così garantito il diritto a crescere ed essere educato in famiglia e assume lo status di figlio legittimo dei genitori che lo hanno adottato. Nella segnalazione e in ogni successiva comunicazione all'autorità giudiziaria devono essere omessi elementi identificativi della madre.
Una forma di reintroduzione della ruota degli esposti è attiva dal 2006 presso il Policlinico Casilino di Roma: cfr. la voce Ruota degli esposti.

## Aspetti igienici e sanitari
Problema costante nei brefotrofi è sempre stato quello sanitario, connesso agli spazi inadeguati, al vitto, all'igiene, alle frequenti epidemie di sifilide, poliomielite, tubercolosi, scorbuto, scabbia ecc. Il tasso di mortalità nei brefotrofi è sempre stato molto elevato e la loro situazione è spesso descritta come drammatica.
Nel 1869 Antigono Zappoli attesta che la mortalità nel brefotrofio di Roma di Santo Spirito in Saxia, nel biennio 1867-68, fu del 59%, nonostante la massima igiene e la ristrutturazione degli ambienti appena conclusa. Nel 1872 Diomede Pantaleoni rileva che, nello stesso ospedale, la mortalità nel primo anno di vita era giunta all'88,78% (va peraltro rilevato che i bambini arrivavano spesso già deboli, infermi o malformati). Nel 1893, Angelo Celli, docente di Igiene all'Università di Roma, constatava come la mortalità dei bambini dell'80% fosse soprattutto dovuta all'insufficienza dei locali; e nel 1896 il relatore ispettore Pio Blasi riferisce gravi fatti igienici a carico del brefotrofio di Roma, in particolare la mancanza di spazi che impedivano la separazione fra sani e malati. Matilde Serao, in un articolo comparso sul Mattino del 27 maggio 1897, denuncia gli 853 bambini morti nel 1896 nel conservatorio dell'Annunziata di Napoli.
Si legge nella relazione del 1933 dell'ispezione della Commissione di Vigilanza al servizio di assistenza:
Si rileva in particolare che la scarsezza dei locali non consentiva l'attivazione di una camera incubatrice per gli immaturi e della sala di isolamento per le malattie infettive.
Durante la prima e la seconda guerre mondiali, per difficoltà di vitto, riscaldamento e altre concause, l'indice di mortalità nel brefotrofio di Roma fu rispettivamente del 60% e del 40,7%. Nello stesso brefotrofio, fra il 1947 e il 1949, si diffonde un'epidemia di poliomielite: nell'autunno del 1947, nella seconda sezione, dove colpisce 11 bambini; nell'agosto del 1949 nella quarta sezione, dove restano paralizzati circa 30 bambini.

### L'edificio

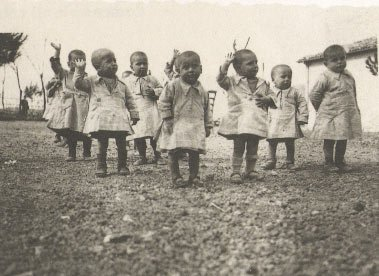
Brefotrofio di Potenza, 1934-1935 (foto: Giovannino Guareschi)

Così l'Enciclopedia Italiana Treccani (1930) presenta le caratteristiche edilizie e sanitarie ideali di un brefotrofio, dedotte dalle norme sopra citate:
Tali caratteri sembrano essere ben rappresentanti nel brefotrofio di Roma sul Gianicolo, che nel 1895 sostituì quello antico dell'Ospedale di Santo Spirito in Saxia, e che conobbe successivi ampliamenti nel 1905 e nel 1920.

## Fonti letterarie
Nell'ambito più generale del romanzo sociale ottocentesco, il tema dell'infanzia abbandonata costituì quasi un genere letterario, impegnato nella testimonianza e nella denuncia della questione. Oltre ai romanzi sopra menzionati di Dickens e Hugo, rammentiamo almeno il romanzo Ginevra o l'orfanella della Nunziata, dello scrittore e patriota Antonio Ranieri, amico e sodale di Giacomo Leopardi. In quest'opera, composta nel 1839 in seguito a una visita all'ospizio degli orfanelli di Napoli, l'autore denunciò gravi abusi perpetrati nell'istituto, tanto che il romanzo suscitò scandalo, fu immediatamente sequestrato (pur registrando una grande diffusione clandestina) e l'autore subì gli arresti per 45 giorni.

## Film
- Lo chiameremo Andrea è un film di Vittorio De Sica del 1972
- Dimmi chi sei, ti dirò chi sono (Tell me who you are, I'll tell you who I am) un documentario di Mario Ientile vincitore del premio Internazionale Vincenzo Crocitti 2020